# Maradi III
Maradi III ist eines der drei Arrondissements der Stadt Maradi in Niger.
Das Arrondissement liegt im Süden des Stadtgebiets und grenzt im Norden an Maradi II. Maradi III ist in 15 Stadtviertel gegliedert: Ali Dan Sofo, Bourdja, Bourja (Sapeur Pompier), Camp des Gardes (Bourdja), Camp Gendarmerie, CHR, Dan Goulbi, École Normale, Hassao, Limantchi, Lycée Dan Kassawa, Maradaoua, Station Avicole, Université de Maradi und Yan Daka.
Die Verwaltungseinheit Maradi III wurde 2002 als Stadtgemeinde (commune urbaine) gegründet, als die Stadt Maradi in einen Gemeindeverbund (communauté urbaine) aus drei Stadtgemeinden umgewandelt wurde. Im Jahr 2010 gingen aus den Stadtgemeinden Maradis die drei Arrondissements hervor.
Bei der Volkszählung 2012 hatte Maradi III 86.214 Einwohner, die in 12.570 Haushalten lebten. Bei der Volkszählung 2001 betrug die Einwohnerzahl 49.776 in 7926 Haushalten.
Der Bezirksrat (conseil d’arrondissement) hat 14 Mitglieder. Mit den Kommunalwahlen 2020 sind die Sitze im Bezirksrat wie folgt verteilt: 4 PNDS-Tarayya, 3 CPR-Inganci, 2 MODEN-FA Lumana Africa, 1 ADEN-Karkara, 1 MDEN-Falala, 1 MNSD-Nassara, 1 MPN-Kiishin Kassa, 1 RPD-Bazara und 1 RSD-Gaskiya.